# Серпентинен танц (филм, 1896)
 Вижте също: Серпентинен танц (филм, 1895).
„Серпентинен танц“ (на френски: Danse Serpentine) е френски късометражен ням филм от 1896 година, заснет от режисьора Жорж Мелиес. Кадри от филма не са достигнали до наши дни и той се счита за изгубен.

## Сюжет
В продължение на 49 секунди камерата показва жена, облечена в много широка рокля, която танцува върху дървена сцена. Поради движенията, които извършва, танцът ѝ по-скоро изглежда като абстрактна игра с постоянно променящи се, очарователни форми.